# Megacyllene trifasciata
Megacyllene trifasciata är en skalbaggsart som beskrevs av Viana 1994. Megacyllene trifasciata ingår i släktet Megacyllene och familjen långhorningar. Inga underarter finns listade i Catalogue of Life.